# سبها
سَبها شهری در جنوب غربی لیبی و مرکز استان سبها است. در سدهٔ یازدهم میلادی از مراکز مهم راه‌های کاروان‌ها بود. پیش‌تر مرکز منطقهٔ فزان بود. همچنین معمر قذافی دیکتاتور و رهبر پیشین لیبی تحصیل کرده در این شهر است. این شهر ۱۳۰ هزار نفر جمعیت دارد.

## تاریخ
در زمان‌های قدیم، سبها مرکز اصلی تجارت کاروان‌های لیبی بود.
در گزارشی در سال 2004 توسط آژانس بین‌المللی انرژی اتمی، پایگاه سبها با برنامه تسلیحات هسته‌ای لیبی مرتبط بود. در سپتامبر 2011، نیروهای ضد قذافی سبها را تصرف کرد به عنوان بخشی از کارزار فزان.
در ژانویه 2019، نیروهای وفادار به خلیفه حفتر، رهبر LNA، عملیاتی را برای به دست گرفتن کنترل سبها آغاز کردند و توانستند تا پایان ماه، وارد شهر شوند. در 29 ژانویه 2019، اعلام شد که حفتر با موفقیت صبها را به تصرف خود درآورده است. گشت زنی در محله های شهر. و شهر در حال حاضر تحت کنترل دولتهای شهرداری طرفدار GNA است.<ref>{{به نقل از خبر|last1=طلایی |first1=رابعه |تاریخ=5 مه شورای حکومتی ساهاه برای تشکیل شورای 202 مه | |newspaper=The Libya Observer |url=https://www.libyaobserver.ly/inbrief/new-governing-council-formed-sabha-municipality |archive-url=https://web.archive.org/web/20231106165309/https://libyaobserver.ly/inbrief/new-governing-council-formed-sabha-municipality |archive-date=6 نوامبر 2023 |url-status=>ve